# Pomatias
Genre
Synonymes
Cyclostoma Draparnaud, 1801
Pomatias est un genre de mollusques terrestres appartenant à l'ordre des mésogastéropodes et à la famille des Pomatiidae.

## Liste d'espèces
- Pomatias canariensis
- Pomatias elegans (O. F. Müller, 1774)
- Pomatias glaucus
- Pomatias laevigatus
- Pomatias lazarotensis
- Pomatias raricosta
- Pomatias rivularis
- Pomatias sulcatum syn. Tudorella sulcatum

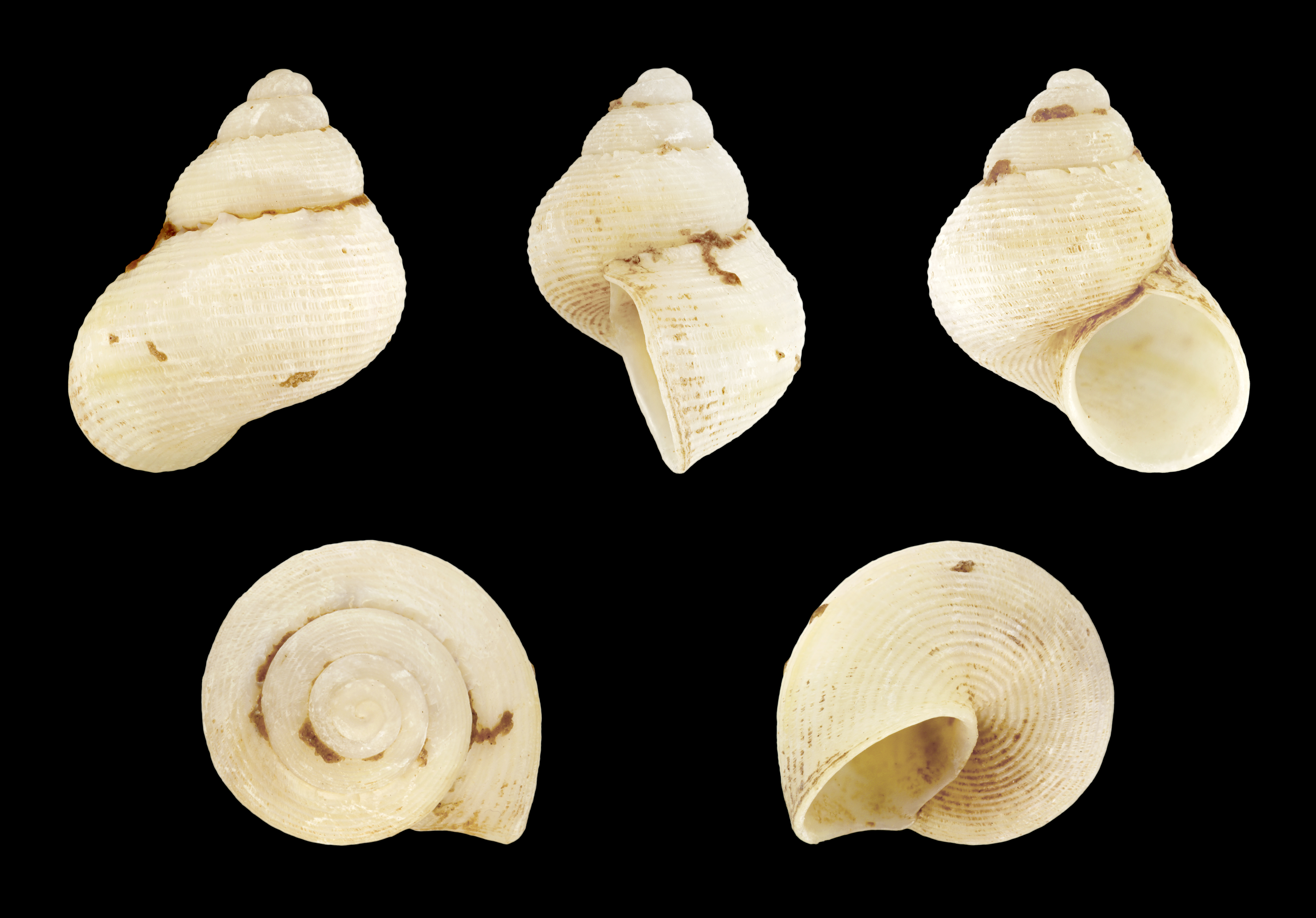
Pomatias canariensis
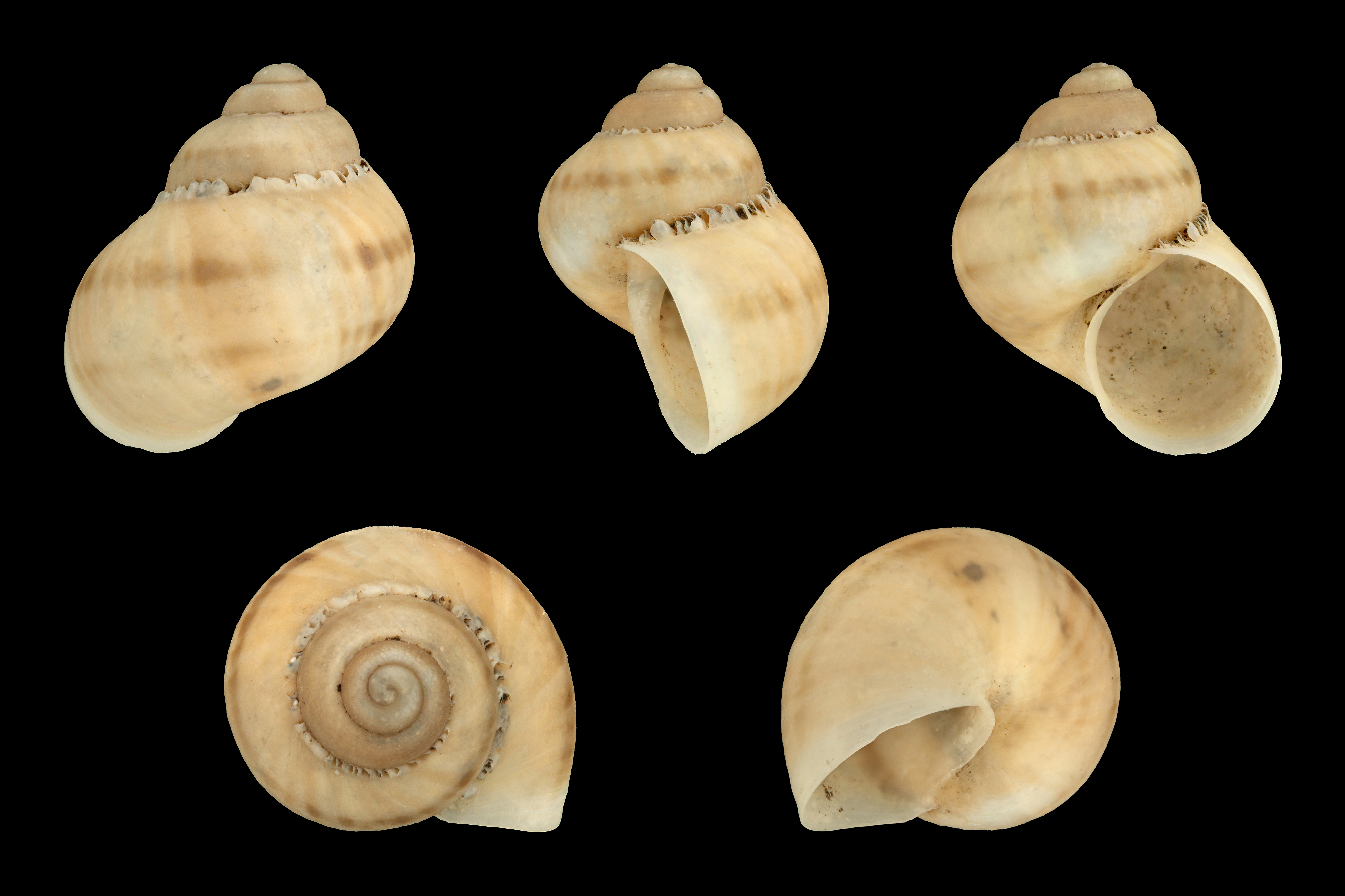
Pomatias laevigatus
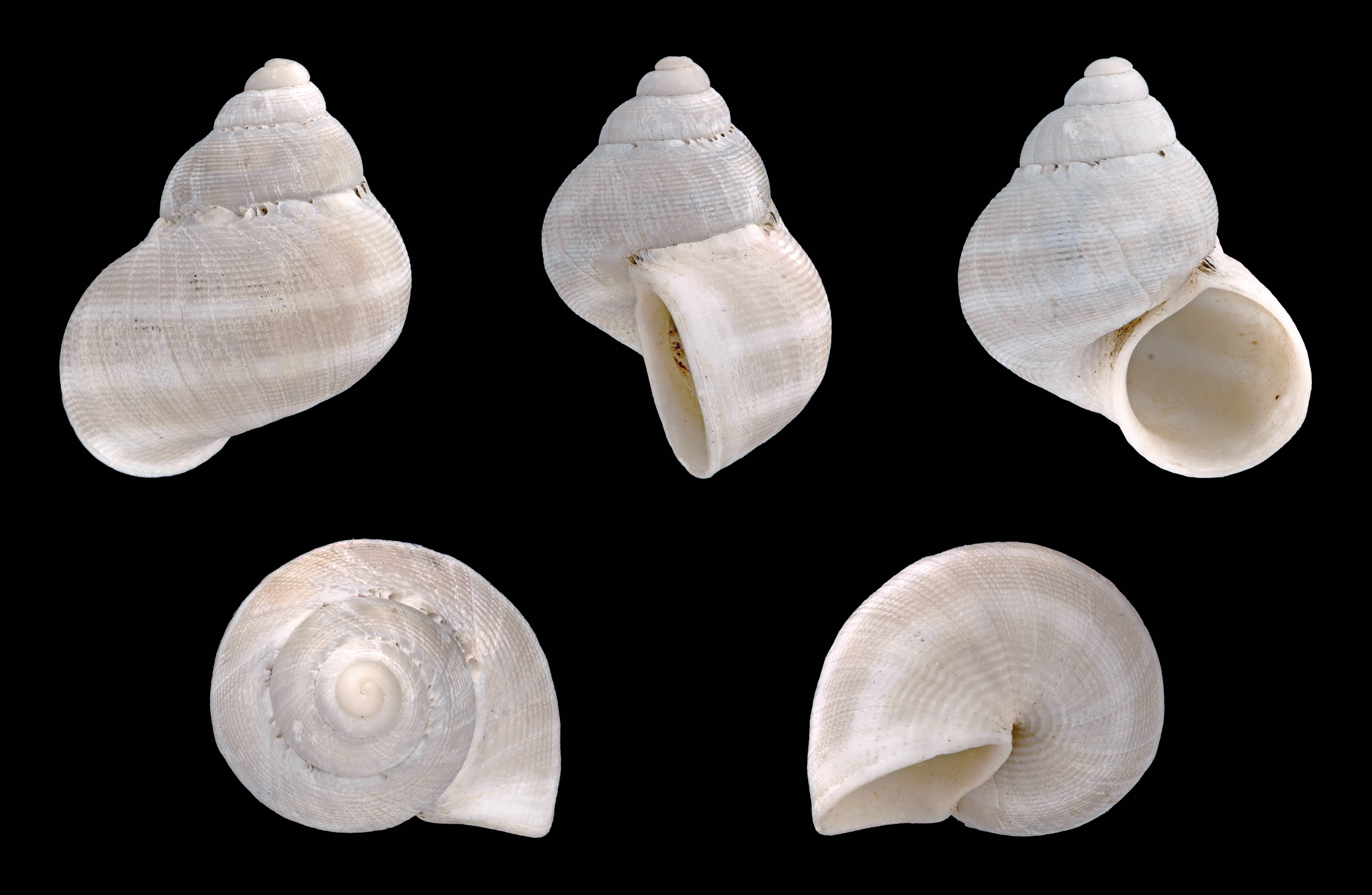
Pomatias lazarotensis
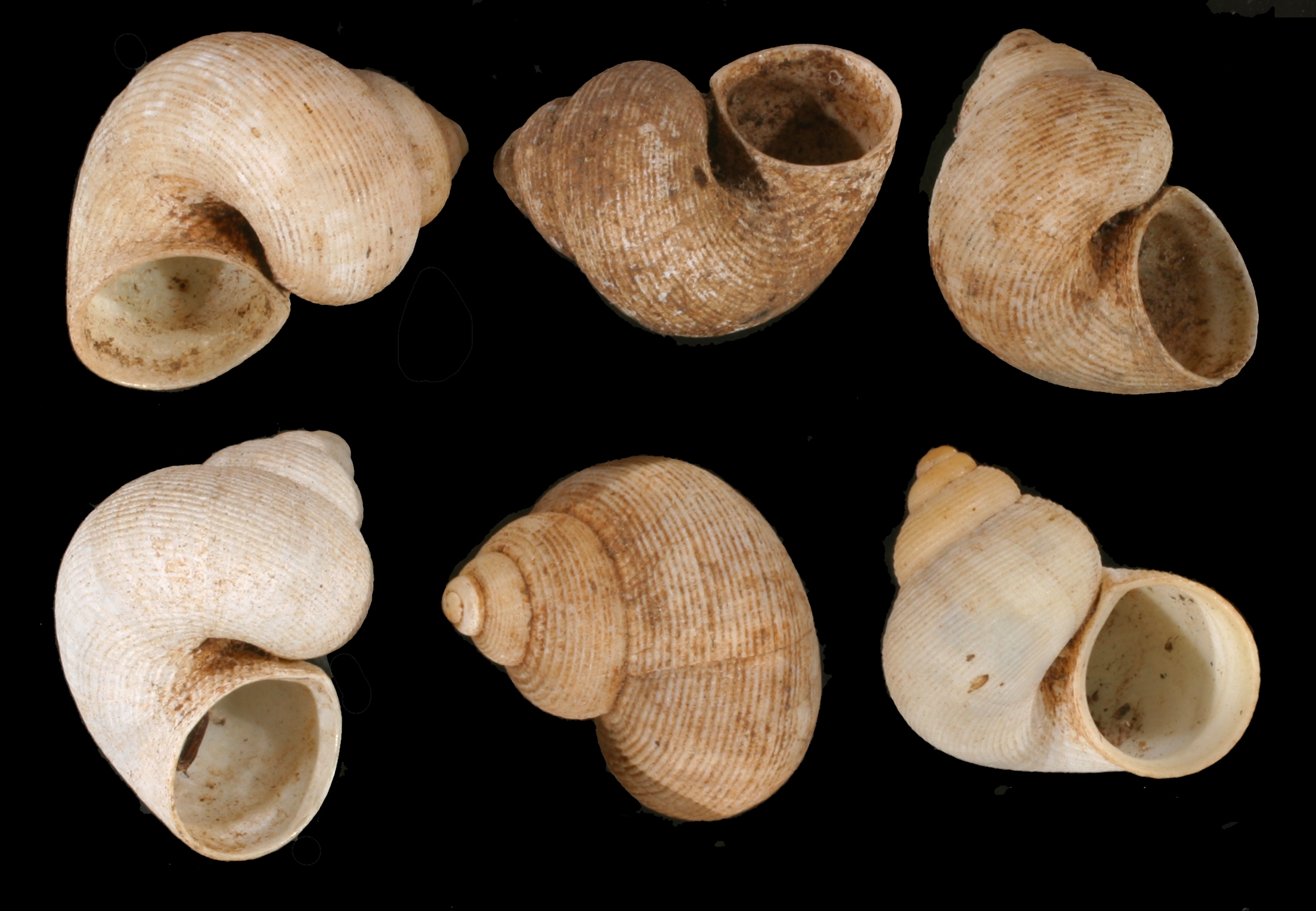
Pomatias rivularis